# Regering van Canada
De Regering van Canada (Engels: Cabinet of Canada, Frans: Cabinet du Canada) is het Canadese kabinet bestaande uit de Canadese minister-president en de ministers. Het kabinet is onderdeel van de Koninklijke Raad (Queen's Privy Council), die een adviserende rol speelt bij de Kroon.
Het merendeel van de ministers (Minister of the Crown) staan aan het hoofd van een ministerieel departement. Daarnaast hebben in het kabinet ook Ministers of State zitting die volwaardig lid van het kabinet zijn. De macht van het kabinet in het Canadese politieke stelsel is aanzienlijk en daar de regeringspartij vaak een meerderheid van zetels in het parlement heeft worden vrijwel alle ingediende wetsvoorstellen van het kabinet aangenomen.
De oppositiepartijen in het Canadees Lagerhuis vormen vaak een schaduwkabinet (Shadow cabinet) waarbij parlementsleden van de oppositie een woordvoerderschap op zich nemen tegen een bepaalde minister.